# 瑪琳·黛德麗
瑪麗·瑪德蓮娜·“瑪琳”·黛德麗（德語：Marie Magdalene "Marlene" Dietrich，1901年12月27日—1992年5月6日），德国女演员、歌手，拥有德国与美国双重国籍，她在近七十年的演艺生涯中持续自我革新，由此保持了颇高的受欢迎度。
迪特利希于1920年代柏林开始演艺生涯，出演戏剧及无声电影。1930年她凭借在《藍天使》中的表演赢得国际声誉，也由此同派拉蒙电影公司签约，进军好莱坞。迪特利希出演了《摩洛哥》（1930年）、《上海快車》（1932年）和《慾望》（1936年）等电影，以其个人魅力及“异国美貌”大获成功，成为这一时代收入最高的女演员之一。第二次世界大战期间，迪特利希在美国进行广泛巡演。战后她出演电影数量下降，1950年代至1970年代主要从事歌舞表演，巡游世界。
二战期间迪特利希投身人道主义事业，为德国及法国避难和流亡者提供住所和经济支持，并为其争取美国公民权。她在前线巡演并鼓舞士气，以此获得了美国、法国、比利时及以色列方面的表彰。1999年美国电影学会评选迪特利希为百年来最伟大的女演员第9名。

## 生平

### 出道
瑪琳·黛德麗生于1901年的柏林，出生時名為瑪麗·瑪德蓮娜·迪特利希（Marie Magdalena Dietrich）。5歲時父亲逝世，而後她的母亲和名普鲁士军官结婚。1918年她在魏玛的音乐学院学小提琴，并于1921年在柏林展開演員生涯.
1923年演出第一個角色，同年與助理製作鲁道夫·席贝尔（Rudolf Sieber）结婚，並生下第一个女儿。1930年是瑪琳·黛德麗事業起飛的開始，當年她在根据德國作家亨利希·曼的小说《垃圾教授》為藍本改编的电影《藍天使》（Der blaue Engel）中飾演罗拉一角，其中演唱了歌曲《我从头到脚为爱而生》（Ich bin von Kopf bis Fuß auf Liebe eingestellt）而紅遍全球，然后同导演約瑟夫·馮·史坦堡前往美国派拉蒙電影公司，陸續拍摄六部电影，包括1930年的《摩洛哥》、1931年的《羞辱》、1932年的《金发维纳斯》及《上海快車》、1934年的《放荡的女皇》及《魔鬼是女人》，1935年她结束與史坦堡的合作。

### 輝煌時期
1936年纳粹德国宣传部长約瑟夫·戈培爾邀請她回到德国，并保证除了提供高薪之外，還給予她完全修改劇本与挑选合作伙伴的自由，但被迪特利希拒绝。她留在在美国跟着多位導演包含亞弗列·希區考克、恩斯特·劉別謙、奧森·威爾斯（电影「公民凯恩」的导演）與比利·懷德合作电影。1937年的奥地利短暂之行后，她开始了常年的旅途。两年后她接受了美国国籍，尽管当时她的母亲还住在柏林。
在三十年代中期，她和凯瑟琳·赫本、葛丽泰·嘉宝、梅·蕙丝以及瓊·克勞馥等人同時成為「票房毒药」，因為觀眾不再喜歡她们「高艺术水准」的电影了。在这样的绝境下，电影《大骗局》（Destry Rides Again/The big bluff）的嶄新形象，挽救了她的事業。劇中她改變原本不可接近的女神形象，成為为命运奮鬥，嗓音低沉沙哑專唱淫词艳语的酒吧女郎。其後黛德麗因歌声而更加出名。尽管她認為这根本稱不上唱歌，倒更像在说话。这其中最有名的就是《莉莉瑪蓮》。
第二次世界大战期间，她成为宣慰非洲与欧美军队藝人中最受欢迎的一位，为此她中断了自己的正职，一直积极参与并资助战时的避难和流亡者。战争结束前，她随着最早进入德国的美军部队重新回到了德国，并寻找自己的母亲与姐妹。而她的母亲於1945年11月過世。

### 二次大戰後
从50年代开始，她几乎只發展歌唱事業，並取得極高的成就，当时她的音乐指导是伯特·巴卡洛克（Burt Bacharach）。
在1960年一次欧洲巡回演出中，她再次回到德国柏林。和在波兰、俄国或以色列演出不同的是，在这里迎接她的不只是喜歡她的觀眾，还有另一群敌视她的人与媒體，他们视她为「叛国者」，甚至对她进行炸弹恐吓。1961年她拍摄最后一部大片《纽伦堡的审判》，这是一部关于法律工作者被卷入纳粹非法体系的电影。

## 後期至過世
之後，她的酗酒问题越来越严重，1975年在澳大利亚一次登台演出中她股骨受伤，从此结束舞台生涯。在三年后，她出現在1979年的电影《漂亮的小白脸，可怜的小白脸》（Schöner Gigolo,armer Gigolo)。在本片中她的角色完全是在轮椅上完成的，這是她最後一次現身，拍摄完本片之後她選擇完全离开公众的视线，在巴黎蒙田大街公寓中度過餘生。
数年后，她接受了马克西米利安·谢尔的请求，在紀錄片《瑪琳》中再次出现，但只有声音而沒有身影。谢尔用老电影片断与图片等製作出这部作品。在这部紀錄片中，谢尔与黛德麗一直以德語和英語交替争论中，电影用迪特利希的预言做為结束，本片後来获得奥斯卡最佳纪录片提名。
1962年，她的第一部自传《ABC》出版。1987年發行第二部自传《我是，谢天谢地，柏林人》。
1992年迪特利希逝世于巴黎，官方發佈的死因是心脏問題与肾衰竭。但身為她秘书与女友讀诺玛波克却有不同说法，她认为真正死因很可能是迪特利希在两天內第二次中风后，服用過量安眠药以结束自己生命。诺玛波克在迪特利希的過世的數週前频繁的造訪她的住所，根据迪特利希生前愿望，她被葬在柏林斯都本劳赫大街（Stubenrauchstrasse）43－45号市立墓园中一座朴素的墓中。
在她逝世后，仍伴随着有关「叛国者的争论」，因受到公眾信件抗議與演员爱沃琳·库内克（Evelyn Künneke）的公開谴责，最後原先计划好的纪念活动以「组织方面的原因」為理由而取消了。1996年，在柏林甚至发生了一件以她的名字來命名街道而延伸出的争议。

## 影響
1997年，柏林市动物园城区將新建的波茨坦廣場，以及凯悦酒店和歌剧院及赌场间的區域命名为「瑪琳·黛德麗廣場」。纪念词写道：「柏林的世界电影与音乐明星，为了自由与民主，为了柏林与德国」。2001年在她一百岁诞辰之际，柏林市正式对敌视她的過往提出道歉。2002年5月16日，她被追认为柏林的荣誉市民。
瑪琳·黛德麗通过她中性的气质征服了公众，她支持男女平等且经常穿着男装，这在当时是非常受到争议的。但也因此，她成为了两次世界大战中妇女运动的偶像。由於她是名雙性戀者，因此也成為同性恋的代表人物。
在政治与社会方面，她投身反对希特勒不人道的民族主义思想得到国际赞扬，这份赞扬明显的早于她在祖国德国所能受到的讚譽。在1947年，她获得了美国最高的公民奖「總統自由勳章」。1950年法国政府則授予她「法國榮譽軍團勳章」。

## 作品

### 有聲影片
| 年份 | 影片                                                                            | 角色                                     | 導演                  | 其他演員及註解                                                             |
| ---- | ------------------------------------------------------------------------------- | ---------------------------------------- | --------------------- | -------------------------------------------------------------------------- |
| 1930 | 《藍天使》（Der blaue Engel）                                                   | Lola-Lola                                | 約瑟夫·馮·史坦堡      | 埃米爾·傑寧斯、库尔特·盖隆 （分別拍攝德文及英文版）                        |
| 1930 | 《摩洛哥》                                                                      | Mademoiselle Amy Jolly                   | 約瑟夫·馮·史坦堡      | 賈利·古柏、阿道夫·門吉歐 獲得奧斯卡最佳女主角獎提名                        |
| 1931 | 《羞辱》（Dishonored）                                                          | Marie Kolverer                           | 約瑟夫·馮·史坦堡      | 維多·麥克勞倫、華納・歐蘭德                                                |
| 1932 | 《上海快車》（Shanghai Express）                                                | Shanghai Lily                            | 約瑟夫·馮·史坦堡      | 克里夫·布洛克、黃柳霜                                                      |
| 1932 | 《金发维纳斯》（Blonde Venus）                                                  | Helen Faraday                            | 約瑟夫·馮·史坦堡}     | 卡萊·葛倫、 赫伯特·馬歇爾、安德烈·帕爾馬                                   |
| 1933 | 《歌之歌》（The Song of Songs）                                                 | Lily Czepanek                            | 鲁宾·马莫利安         | 布賴恩·艾亨、萊昂內爾·阿特威爾                                             |
| 1934 | 《放荡的女皇》（The Scarlet Empress）                                           | Princess Sophia Frederica / Catherine II | 約瑟夫·馮·史坦堡      | 約翰·戴維斯·洛奇、薩姆·賈菲、瑪麗亞·里瓦                                   |
| 1935 | 《魔鬼是女人》（The Devil Is a Woman）                                          | Concha Perez                             | 約瑟夫·馮·史坦堡      | 萊昂內爾·阿特威爾、愛德華·埃弗雷特·霍頓、塞薩爾·羅梅羅                     |
| 1936 | 《I Loved a Soldier》                                                           | Anna Sedlak                              | 亨利·哈撒韦           | 查尔斯·博耶、阿吉姆·坦米羅夫 （未拍攝完成）                                |
| 1936 | 《慾望》 （Desire）                                                             | Madeleine de Aupre                       | 弗兰克·鲍沙其         | 賈利·古柏、約翰·哈利迪                                                     |
| 1936 | 《樂園思凡》 （The Garden of Allah）                                            | Domini Enfilden                          | 理查德·波列斯拉夫斯基 | 查尔斯·博耶、約翰·卡拉丁                                                   |
| 1937 | 《无甲骑士》（Knight Without Armour）                                           | Countess Alexandra Vladinoff             | 雅克·费代尔           | 羅伯特·多納特、艾琳·範布勒                                                 |
| 1937 | 《天使》 （Angel）                                                              | Maria Berker                             | 恩斯特·劉別謙         | 赫伯特·馬歇爾、梅爾文·道格拉斯、愛德華·埃弗雷特·霍頓                       |
| 1939 | 《碧血烟花》 （Destry Rides Again）                                             | Frenchy                                  | 喬治·馬歇爾           | 詹姆斯·史都華、尤娜·默克爾                                                 |
| 1940 | 《七枭雄》 （Seven Sinners）                                                    | Bijou Blanche                            | 泰·加內特             | 約翰·韋恩、布羅德里克·克勞福德                                             |
| 1941 | 《新奥尔良之光》 （The Flame of New Orleans）                                   | Countess Claire Ledoux                   | 勒內·克萊爾           | 布魯斯·卡伯特、羅蘭·楊                                                     |
| 1941 | 《Manpower》                                                                    | Fay Duvall                               | 拉烏爾·沃爾什         | 愛德華·羅賓遜、George Raft                                                 |
| 1942 | 《雄霸闺房》 （The Lady is Willing）                                            | Elizabeth Madden                         | 米切爾·雷森           | 弗雷德·麥克默里、艾琳·麦克马洪                                             |
| 1942 | 《The Spoilers》                                                                | Cherry Malotte                           | 雷恩·萊特             | 約翰·韋恩、倫道夫·斯科特                                                   |
| 1942 | 《匹兹堡》（Pittsburgh）                                                        | Josey 'Hunky' Winters                    | 劉易斯·塞勒           | 約翰·韋恩、倫道夫·斯科特                                                   |
| 1944 | 《Kismet》                                                                      | Jamilla                                  | 威廉·迪特勒           | 羅納·考爾門、詹姆斯·克雷格                                                 |
| 1944 | 《追男记》 （Follow the Boys）                                                  | 她自己                                   | A.愛德華·薩瑟蘭       | George Raft、Vera Zorina、奧森·威爾斯                                      |
| 1946 | 《Martin Roumagnac》                                                            | Blanche Ferrand                          | 喬治·拉孔布           | 讓·加賓、Jean d'Yd                                                         |
| 1947 | 《金耳环》（Golden Earrings）                                                   | Lydia                                    | 米切爾·雷森           | 雷·米倫、Murvyn Vye                                                        |
| 1948 | 《柏林艳史》（A Foreign Affair）                                                | Erika Von Schlutow                       | 比利·懷德             | 珍·亞瑟、約翰·倫德                                                         |
| 1949 | 《拼圖》（Jigsaw）                                                              | 她自己（友情客串）                       | 弗萊徹·馬克爾         | 弗朗肖·托恩、讓·華萊士                                                     |
| 1950 | 《舞台驚魂》（Stage Fright）                                                    | Charlotte Inwood                         | 亞佛烈德·希區考克     | 珍·惠曼、邁克爾·威爾丁、理查德·托德                                        |
| 1951 | 《天空无路》（No Highway in the Sky）                                           | Monica Teasdale                          | 亨利·科斯特           | 詹姆斯·史都華、格莉妮丝·约翰斯                                             |
| 1952 | 《恶人牧场》（Rancho Notorious）                                                | Altar Keane                              | 弗里茨·朗             | 阿瑟·肯尼迪、梅爾·費勒                                                     |
| 1956 | 《环游世界八十天》                                                              | Saloon Hostess （友情客串）              | 邁克爾·安德森         | 大衛·尼文、Cantinflas、莎莉·麥克琳、弗蘭克·西納特拉                        |
| 1957 | 《春满销金城》（The Monte Carlo Story）                                         | Maria de Creveçoeur                      | 塞繆爾·A·泰勒         | 維多里奧·狄西嘉、阿瑟·奥康纳                                               |
| 1957 | 《控方证人》                                                                    | Christine Vole (Helm) / cockney woman    | 比利·懷德             | 蒂龍·鮑爾、查爾斯·勞頓                                                     |
| 1958 | 《历劫佳人》（Touch of Evil）                                                   | Tanna                                    | 奧森·威爾斯           | 查尔顿·赫斯顿、奧森·威爾斯、珍妮特·利、莎莎·嘉寶                           |
| 1961 | 《纽伦堡的审判》                                                                | Mrs. Bertholt                            | 斯坦利·克雷默         | 史賓塞·屈賽、伯特·蘭卡斯特、理查德·威德马克、朱迪·加兰                     |
| 1962 | 《黑狐： 阿道夫· 希特勒的兴衰》（Black Fox: The Rise and Fall of Adolf Hitler） | 旁白（只有聲音）                         | 路易·克萊德·Stoumen   |                                                                            |
| 1964 | 巴黎假期（Paris When It Sizzles）                                               | 她自己                                   | 理查德·奎因           | 奥黛丽·赫本, 威廉·荷頓                                                     |
| 1979 | 《漂亮的小白臉，可憐的小白臉》（Schöner Gigolo, armer Gigolo）                  | Baroness von Semering                    | 大衛·海明斯           | 大衛·鮑伊, 金·露華、西德恩·罗姆英                                          |
| 1984 | 《瑪琳》（Marlene）                                                             | 她自己（只有聲音）                       | 马克西米利安·谢尔     | 马克西米利安·谢尔、安妮·阿爾伯斯、伯納德·霍爾 （獲得金像獎最佳紀錄片提名） |

## 延伸阅读
- Bach, Steven. . William Morrow and Company, Inc. 1992. ISBN 978-0-688-07119-6.
- Bach, Steven. . University of Minnesota Press. 2011. ISBN 978-0-8166-7584-5.
- Chandler, Charlotte. . Simon & Schuster. 2011. ISBN 978-1-4391-8835-4.
- Gammel, Irene. . Cultural and Social History. 2012, 9 (3): 369–390  [2020-06-27]. doi:10.2752/147800412X13347542916620. （原始内容存档于2020-06-28）.
- McIntosh, Elizabeth P. . London: Dell. 1998. ISBN 978-0-440-23466-1.
- Morley, Sheridan. . Sphere Books. 1978. ISBN 978-0-7221-6163-0.
- O'Connor, Patrick. . London: Bloomsbury Publishing. 1991. ISBN 978-0-7475-1264-6.
- Riva, Maria.  1st. Knopf. 1993. ISBN 978-0-394-58692-2.
- Riva, Maria. . Ballantine Books. 1994. ISBN 978-0-345-38645-8.
- Spoto, Donald. . Doubleday. 1992. ISBN 978-0-385-42553-7.
- Thomson, David. . London: Secker and Warburg. 1975. ISBN 978-0-436-52010-5.

## 外部連結
- 官方网站
- 互聯網百老匯資料庫（IBDB）上瑪琳·黛德麗的資料（英文）
- 瑪琳·黛德麗在互联网电影资料库（IMDb）上的資料（英文）
- 在AllMovie上瑪琳·黛德麗的頁面（英文）
- TCM电影资料库上瑪琳·黛德麗的资料（英文）